# Dans la peau d'une grande
Pour plus de détails, voir Fiche technique et Distribution.
Dans la peau d'une grande est un téléfilm français réalisé par Pascal Lahmani, diffusé en 2011.
Il est présenté « hors compétition » au treizième Festival de la fiction TV de La Rochelle en septembre 2011.

## Synopsis
En 1995, Olivia, une adolescente fofolle de 16 ans vit une grande passion avec un garçon de son âge, Matthieu. Elle est toute prête à lui offrir sa virginité, mais elle est renversée par une voiture devant une boîte de nuit d'où elle, son petit-ami, et leurs amis se sont fait refouler. Elle tombe dans un coma profond, qui dure quinze ans. Elle se réveille, en 2010, dans la peau d'une femme de trente-et-un ans, et s'étonne de voir ses parents tout fripés et une jeune sœur cadette, Iris, qui n'était encore qu'en gestation lors de son accident (avant son accident, ses parents attendaient un garçon).
Sa meilleure copine de lycée, Marie-Lou, est devenue médecin ; c'est elle qui l'a soignée jusqu'à son réveil. Léger détail : la même Marie-Lou a aussi épousé Matthieu le grand amour d'Olivia. Il est devenu un dynamique mais stressé cadre supérieur qui a renoncé, en devenant adulte, à ses rêves de jeunesse et offre un emploi à Olivia.
L'ancienne comateuse, qui est encore une ado dans sa tête, entreprend de combler son retard, découvre l'ordinateur, Internet, et les événements du monde de ces quinze dernières années... et constate que sa jeune sœur Iris est ultra-mature et sérieuse et que tous ses anciens amis et camarades ont renoncé à leurs projets de jeunesse pour devenir des adultes coincés et hypocrites.

## Fiche technique
- Titre original : Dans la peau d'une grande
- Réalisateur : Pascal Lahmani
- Scénario : Nathalie Abdelnour, Céline Guyot et Martin Guyot, d'après une histoire originale de Nathalie Abdelnour et Karim El Khoury[2]
- Direction artistique : Jean-Paul Ginet
- Costumes : Élisabeth Mehu
- Photographie : Marc Falchier
- Montage : Mathieu Doll
- Musique : Jérôme Rebotier
- Production : Joëy Faré
- Société de production : Scarlett Production
- Société de distribution : M6 Distribution
- Pays d'origine :  France
- Langue originale : français
- Genre : comédie
- Durée : 97 minutes
- Dates de diffusion :
  - Belgique : 29 mars 2011 sur La Une[3]
  - Suisse romande : 21 juin 2011 sur RTS Un
  - France : 7 septembre 2011 (Festival de la fiction TV de La Rochelle)[1] ; 27 octobre 2011 sur M6

## Distribution
- Claire Keim : Olivia
- Mathieu Delarive : Mathieu
- Julie-Anne Roth : Marie-Lou
- Marie-Armelle Deguy : Carole
- Marc Rioufol : Denis
- Pénélope-Rose Lévèque : Iris
- Lannick Gautry : Marc
- Sophie de Fürst : Olivia, adolescente
- Benoit Blanc : Stan
- Lubna Gourion : Anna adolescente

## Accueil

### Diffusions européennes
Dans la peau d'une grande est diffusé en Belgique le 29 mars 2011 sur La Une et en Suisse le 21 juin 2011 sur RTS Un, avant que ce téléfilm ne soit présenté « hors compétition » le 7 septembre 2011 au Festival de la fiction TV de La Rochelle et ne soit diffusé le 27 octobre 2011 sur M6 en France.

### Accueil critique
Lors de sa rediffusion sur La Deux en octobre 2018, Moustique décrit l'histoire comme « à mi-chemin entre le voyage dans le temps d'Hibernatus et les comédies d'identité ». Pour le journaliste, « c'est léger comme une bulle de chewing-gum mais plaisant ».

### Audience
La première diffusion du téléfilm, en France, rassemble 4 300 000 téléspectateurs, soit une part d'audience de 16,2% : un fort succès depuis un an sur la chaîne M6. Il se place au premier rang du Top audience TV replay, le 22 novembre 2011, devant Plus belle la vie de France 3.

## Distinctions

### Nominations et sélections
- Festival de la fiction TV de La Rochelle 2011 : « Hors compétition »[1]